# 福克蘭日
福克蘭日（英語：Falklands Day）是為了慶祝約翰·戴維斯於1592年首次發現福克蘭群島，並於8月14日進行慶祝。
它曾被視為福克蘭群島的國慶日，但在很大程度上已被紀念福克蘭群島戰爭結束的解放日所取代。2002年，福克蘭日不再是一個公共假日，當時行政委員會將這一假日移至10月的第一個星期一，以重新引入泥炭切割星期一的規定。